# Beata Grzesik
Beata Grzesik (Nowy Sącz, 11 de junio de 1979) es una deportista polaca que compitió en piragüismo en la modalidad de eslalon. Ganó una medalla de plata en el Campeonato Mundial de Piragüismo en Eslalon de 1999, en la prueba de K1 individual.

## Palmarés internacional
| Campeonato Mundial | Campeonato Mundial    | Campeonato Mundial | Campeonato Mundial |
| Año                | Lugar                 | Medalla            | Competición        |
| ------------------ | --------------------- | ------------------ | ------------------ |
| 1999               | Seo de Urgel (España) | Medalla de plata   | K1 individual      |